# Herb gminy Łabunie
Herb gminy Łabunie – jeden z symboli gminy Łabunie, autorstwa Lecha-Tadeusza Karczewskiego, ustanowiony 23 maja 2012.

## Wygląd i symbolika
Herb przedstawia na tarczy w polu błękitnym srebrną podkowę, przez którą przechodzi pastorał tego samego koloru, a nad nią dwa złote kwiaty lnu. Kwiaty nawiązują do rezerwatu przyrody Łabunie, a podkowa i pastorał do postaci biskupa Mikołaja Łabuńskiego.